# Norbaeocystin
Norbaeocystin är en alkaloid som återfinns i svampar och är kemisk analog till den hallucinogena drogen psilocybin. Ämnet finns i små mängder i de flesta psilocybinsvampar tillsammans med psilocin, psilocybin, aeruginascin och baeocystin från vilka de är ett derivat.
Norbaeocystin är ett N-demetylerat derivat av baeocystin (i sig ett N-demetylerat derivat av psilocybin) och ett fosforylerat derivat av 4-hydroxitryptamin. Den senare är anmärkningsvärd som en positionsisomer av serotonin, som är 5-hydroxitryptamin.
År 2020, publicerade Sherwood et al. en syntetisk metod för att producera norbaeocystin och andra mindre magiska svampföreningar i labbet. Fram till detta arbete hade ingen användbar och meningsfull tillgång till dessa föreningar.
Författarna noterar en nyckelutveckling i deras metod jämfört med tidigare arbete, vilket eliminerar behovet av att rena föreningarna med hjälp av kromatografi. Deras metod isolerar föreningarna genom att fälla ut dem från en pH-justerad vattenlösning genom tillsats av aceton.